# Jochen Rindt
Jochen Rindt (Mainz, 1942. április 18. – Autodromo Nazionale Monza, 1970. szeptember 5.) osztrák autóversenyző, a Formula–1 máig egyetlen posztumusz világbajnoka, aki az 1970-es olasz nagydíj időmérő edzésén halálos balesetet szenvedett.

## Fiatalkora
A németországi Mainzben született 1942-ben. Tizenöt hónapos volt, amikor szülei életüket vesztették Hamburg bombázásában. Fiatalkorát az ausztriai Grazban, nagyszüleinél töltötte. Később ezért is versenyzett osztrák színekben, bár sosem lett az ország állampolgára. Gyermekkorában nem az autóversenyzés, hanem az alpesi síelés vonzotta, de sérülései miatt váltott. Árvasága ellenére sosem nélkülözött. Apja Klein & Rindt név alatt futó fűszermalmának ő volt az egyetlen örököse.

## Formula–1

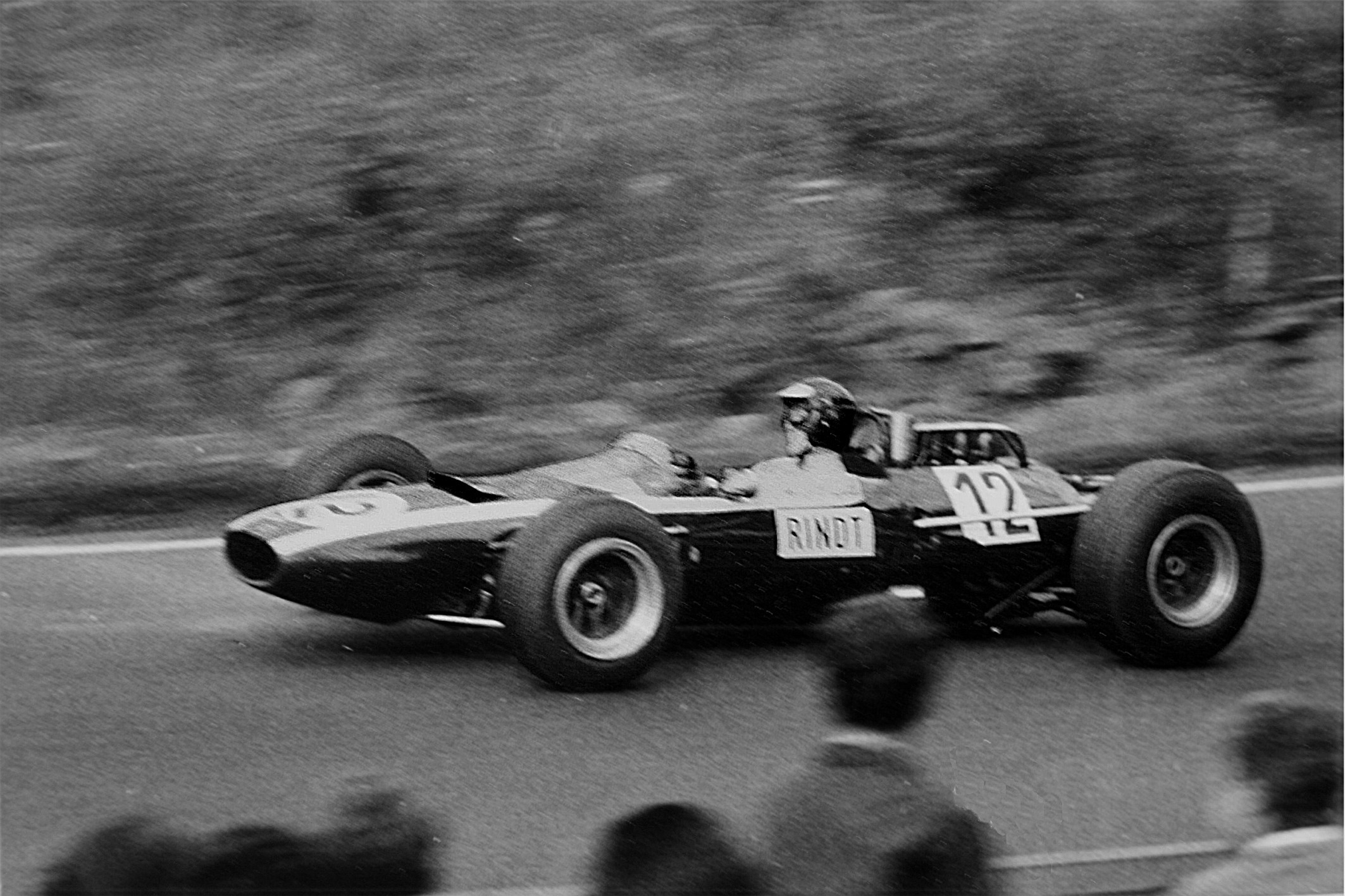
Rindt 1965-ben a Cooper-Climax-szal

Karrierje kezdetén a Formula–2-ben versenyzett, első komoly sikere, hogy 1964-ben megnyerte a Crystal Palace-i versenyt egy Brabham-Forddal. Rob Walker még abban az évben bemutatkozási lehetőséget biztosított a Formula–1-ben, ám az Osztrák Nagydíjat műszaki hiba miatt nem fejezhette be. 1965-ben felváltva a Formula–2-ben is versenyzett, és az eredményei jobbak voltak F2-es Brabhamjével, mint az F1-es Cooperrel. Elindult az 1000 mérföldes nürburgringi futamon Joakim Bonnier társaként egy Porschéval, ahol harmadik helyet szereztek. Ezután megnyerte az 1965-ös Le Mans-i 24 órás versenyt.

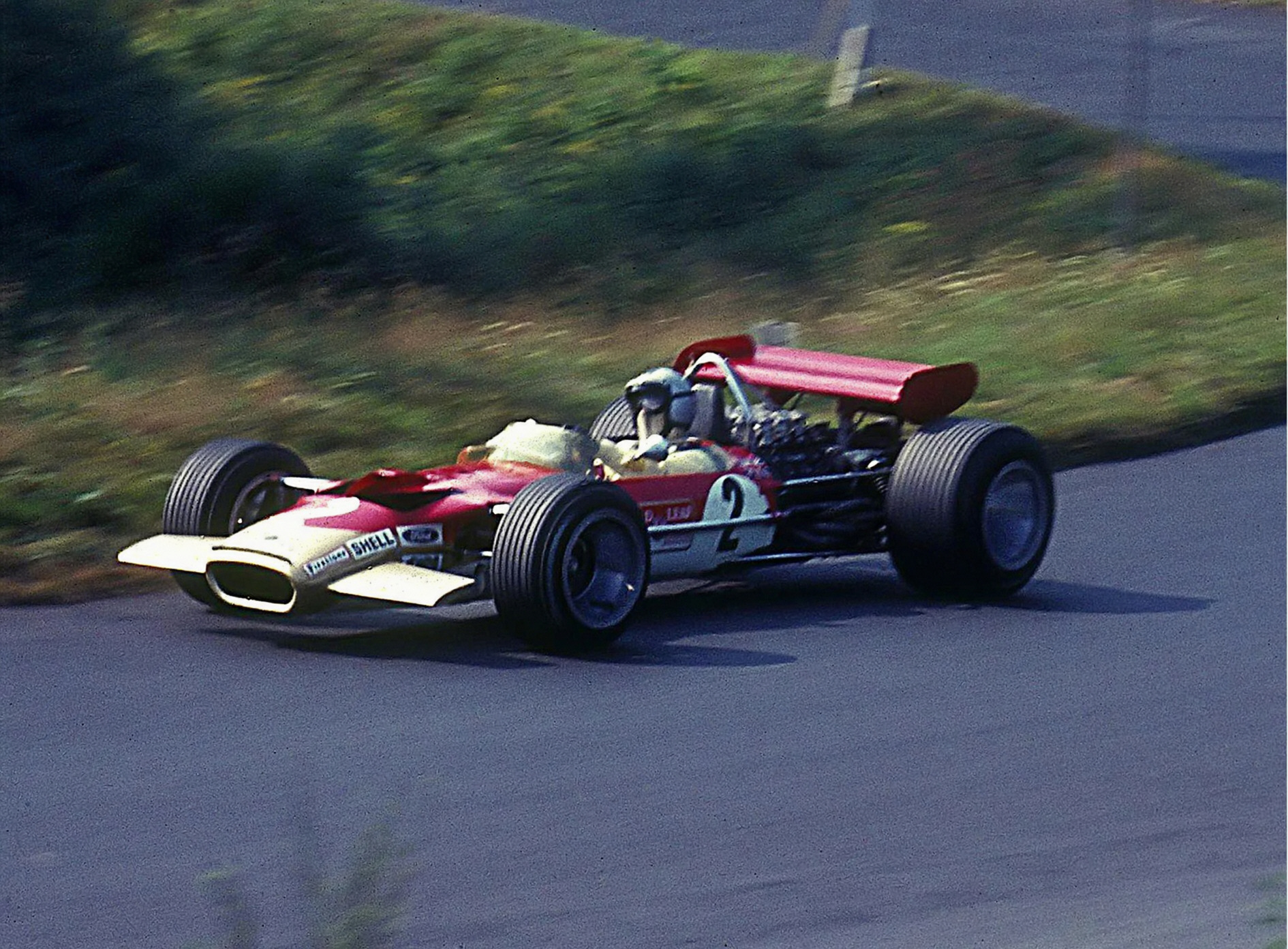
1969-ben a Lotusszal a Nürburgringen

1966-ban Bruce McLaren oldalán három dobogót szerezve a bajnoki összetett harmadik helyét szerezte meg Jack Brabham és John Surtees mögött. 1967-ben a Cooper meggyengült a többiekhez képest (mindössze két futamot tudott befejezni autója sorozatos meghibásodásai miatt), így csak 6 pontot gyűjtött, de a Winkelmann csapatnak 9 győzelmet aratott a Formula–2-ben. 1968-ban átigazolt a Brabhamhez, sokkal több sikert ott sem ért el, de megszerezte első pole-pozícióit, Franciaországban és Kanadában.
Az igazi nagy lehetőség 1969-ben jött el, amikor Colin Chapman csapatába Graham Hill mellé a világbajnok Lotushoz szerződött a csapat első nem brit versenyzőjeként. A Lotus 49B egy gyors, ám törékeny gép volt, és Rindtet nem is kerülte el a baj. Második versenyén, Spanyolországban megszerezte a pole-t, ám a konstrukció hibája miatt bukott, és arcsérülést szenvedett. Ez volt az utolsó futam, hogy magas szárnyakat szereltek F1-es autókra. Rindt ezt követően élesen kritizálta Colin Chapman autóját, de később sikerült rendezni viszonyukat. A szezon végén háromszor állt dobogóra, és Watkins Glenben megszerezte első futamgyőzelmét. Ezután a csapat első számú versenyzője lett, mivel Graham Hill eltörte mindkét lábát.
1970-ben a már 3 éves Lotus 49-cel győzni tudott Monacóban. A spanyol nagydíjon bemutatkozott a forradalmian új Lotus 72-es modell, amelynek a hűtőcsatornái már kétoldalt voltak, és az orra le volt lapítva. Rindt mindjárt győzelemmel kezdett, és zsinórban 4 versenyt nyert vele, így Ausztriába már 20 pont előnnyel érkezett Jack Brabham előtt, míg a végül a szezont a 2. helyen záró Jacky Ickxnek ekkor még csak 10 pontja volt. Az osztrák nagydíjon műszaki hiba szakította meg a sikersorozatot, majd következett Monza. A szombati napon Rindt ki akarta próbálni, hogy megy a Lotus szárny nélkül, és az utolsó szabadedzésen így gördült a pályára. Az etap ötödik körében a Parabolica előtti féktávnál valami eltört az autón, mely élesen balra csapódott, és a korlátnak vágódott. A Lotus eleje leszakadt, orra beleakadt a korlátba, Rindtet pedig a nem rendeltetésszerűen bekötött biztonsági öv engedte előrecsúszni az autóban. A pilóta borzalmas sérüléseket szenvedett, és a kórházba szállítás közben meghalt.

## Halála

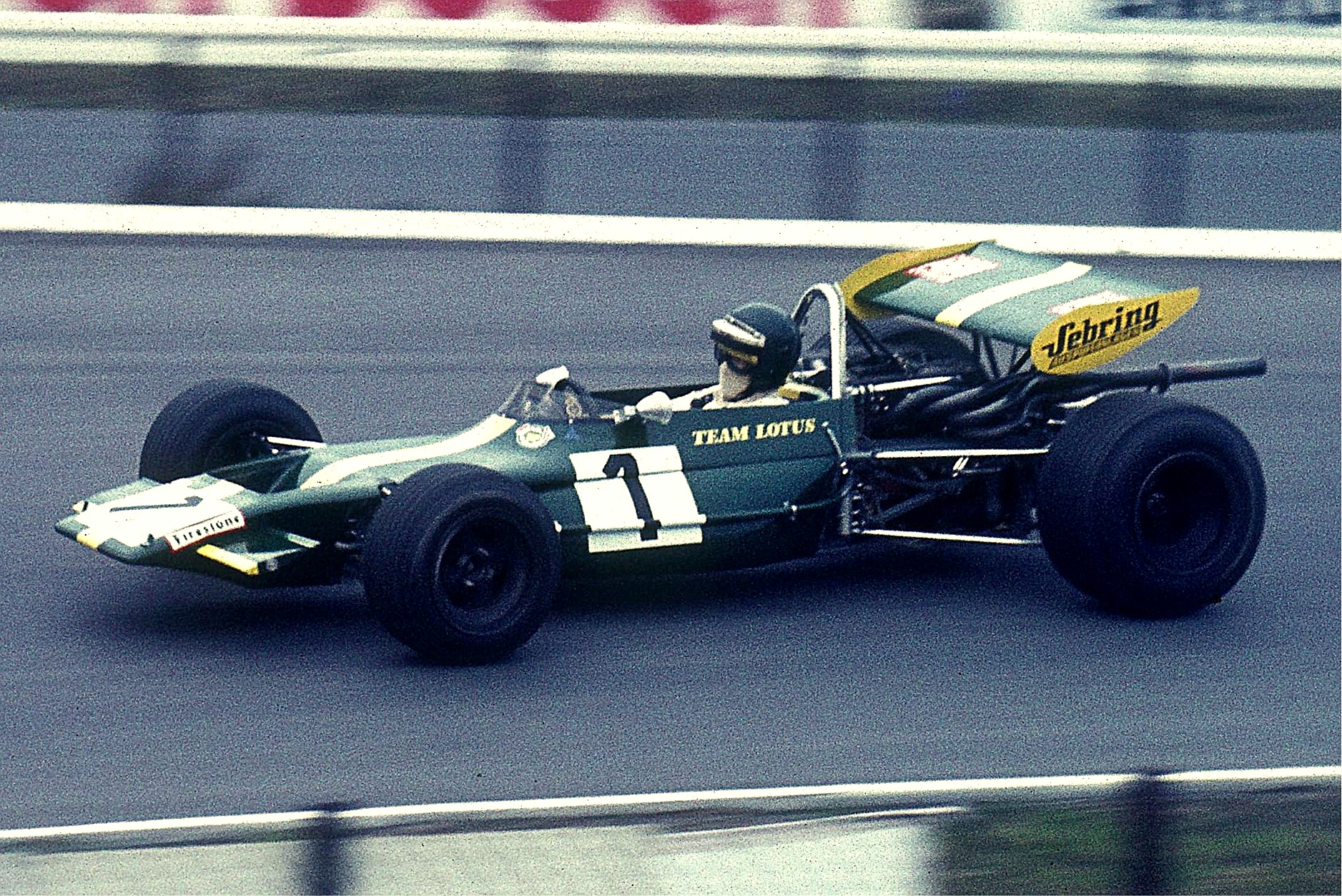
1970-ben egy Lotus Forma–2-es autóval

Rindt a monzai edzésen nem tudott a Ferrarik köridejéhez mérhető időt elérni, így a Lotusról eltávolíttatta az összes légterelő szárnyat. Az autó vezethetetlen lett, de a pálya sok egyenese miatt a csúcssebesség érvényesült és az eredmények javultak. Miközben a köridejéből készült lefaragni, a Parabolicában, szinte hajszálra ugyanott, ahol 1961-ben von Trips kicsúszott és meghalt 13 nézővel együtt, Rindt elvesztette az uralmat autója felett, majd a szalagkorlátnak csapódott. Az autó eleje leszakadt, az ütközés erejének következtében a versenyző előrecsúszott, a kormánymű Rindt légcsövének ütközött. A mögötte haladó Denny Hulme szerint: „A jobb kanyarban a kocsija hirtelen balra tört ki, és egyenesen nekiment a szalagkorlátnak.“
Rindt súlyos sérülései miatt a kórházba szállítás közben halt meg. Jackie Stewart szerint ha időben jött volna az orvosi segítség, Rindt túlélte volna. A baleset igazi oka sohasem derült ki, egyesek szerint Rindt nem tudta vezetni a szárnyak nélküli Lotust, mások technikai hibára gyanakodnak.[forrás?]
A nagydíj előtt Rindt magabiztosan vezette a pontversenyt, és már csak négy futam volt hátra a szezonból. Jacky Ickx akkor lehetett volna bajnok, ha a hátralévő futamokból hármat megnyer, de csak kettőt tudott. Rindtet halála után avatták világbajnokká, a sportág máig egyetlen posztumusz világbajnokaként. Felesége, Nina és kislánya, Natascha vette át a kupát.

## Teljes Formula–1-es eredménysorozata
(Táblázat értelmezése)

(Félkövér: pole-pozícióból indult; dőlt: leggyorsabb kört futott) 

| Év   | Csapat                 | 1      | 2      | 3      | 4      | 5      | 6      | 7      | 8      | 9      | 10     | 11     | 12     | 13  | Helyezés | Pont    |
| ---- | ---------------------- | ------ | ------ | ------ | ------ | ------ | ------ | ------ | ------ | ------ | ------ | ------ | ------ | --- | -------- | ------- |
| 1964 | Rob Walker Racing Team | MON    | NED    | BEL    | FRA    | GBR    | GER    | AUT Ki | ITA    | USA    | MEX    |        |        |     | –        | 0       |
| 1965 | Cooper                 | RSA Ki | MON Nk | BEL 11 | FRA Ki | GBR 14 | NED Ki | GER 4  | ITA 8  | USA 6  | MEX Ki |        |        |     | 13.      | 4       |
| 1966 | Cooper                 | MON Ki | BEL 2  | FRA 4  | GBR 5  | NED Ki | GER 3  | ITA 4  | USA 2  | MEX Ki |        |        |        |     | 3.       | 22 (24) |
| 1967 | Cooper                 | RSA Ki | MON Ki | NED Ki | BEL 4  | FRA Ki | GBR Ki | GER Ki | CAN Ki | ITA 4  | USA Ki | MEX    |        |     | 13.      | 6       |
| 1968 | Brabham                | RSA 3  | ESP Ki | MON Ki | BEL Ki | NED Ki | FRA Ki | GBR Ki | GER 3  | ITA Ki | CAN Ki | USA Ki | MEX Ki |     | 12.      | 8       |
| 1969 | Lotus                  | RSA Ki | ESP Ki | MON    | NED Ki | FRA Ki | GBR 4  | GER Ki | ITA 2  | CAN 3  | USA 1  | MEX Ki |        |     | 4.       | 22      |
| 1970 | Lotus                  | RSA 13 | ESP Ki | MON 1  | BEL Ki | NED 1  | FRA 1  | GBR 1  | GER 1  | AUT Ki | ITA Ni | CAN    | USA    | MEX | 1.       | 45      |

## Külső hivatkozások
- Profilja a grandprix.com honlapon (angolul)
- Profilja a statsf1.com honlapon (angolul)
- Profilja a driverdatabase.com honlapon (angolul)